# مراكز التحقيق العربية
مراكز التحقيق العربية هي مراكز استجواب أنشأتها الإدارة البريطانية في فلسطين خلال الثورة العربية الكبرى التي اندلعت ما بين 1936-1939، وكانت هذه المراكز مخصصة لاستجواب الثوار العرب المتمردين على الإنجليز المشتبه بهم، وكثيرا ما استخدمت التعذيب أثناء الاستجوابات.
أنشئت مراكز التحقيق العربية بناءًا على أوامر السير تشارلز تيغارت، وهو ضابط شرطة إيرلندي المولد كان قد نُقل إلى فلسطين من الهند البريطانية. تعرض ضحايا هذه المراكز لألوان من التعذيب أثناء إجراء التحقيق معهم، كان من بينها الإغراق في الماء حتى يوشكوا على الاختناق مما أكسب هذه المراكز سمعة سيئة.
تم إغلاق أحد هذه المراكز في الحي اليهودي بالقدس الغربية بعدما تقدم المسؤول الاستعماري إدوارد كيث روتش، الذي كان يشغل منصب حاكم القدس آنذاك، بشكوى إلى المندوب السامي البريطاني. وذكر إدوارد كيث روتش في شكواه أن الممارسات غير الإنسانية التي تتم في مراكز التحقيق كانت عادةً ما تأتي بنتائج عكسية من حيث المعلومات التي تم جمعها والتأثير على ثقة السكان المحليين في الشرطة.
كذلك رأي رئيس الشمامسة الأنجليكانيين في فلسطين أن انتهاكات الشرطة كانت هي سبب العنف ولم تكن مُجرد رد فعل عليه. وصلت الشكاوى اليومية من العرب، والتي تُطالب بالضرب بيد من حديد على أيدي ضباط الشرطة، في رسالة إلى السكرتير العام للانتداب في عام 1936. كما كتب قسيس أنجليكاني في حيفا يُدعى غراهام براون إلى اللورد بيشوب في القدس في كانون الأول (ديسمبر) من عام 1937 يُخبره عن حادثة شهد فيها المشتبه به الذي قُطعت أسنانه بالفعل قبل إحضاره إلى المحكمة ثُم تعرض للضرب مرة أخرى على يد الشرطة.
كما قدم الفلسطينيون أنفسهم شكاوى إلى السلطات البريطانية، بعدما تم تداول روايات عديدة عن مشتبه بهم تعرضوا للتعذيب والضرب حتى عجزوا عن المشي، وتعرضوا للنفخ حتى تمزقت اعضائهم إلى أشلاء، وتركوا في أقفاص مفتوحة في الشمس دون قوت، وضربهم بالحبال المبللة، وتم تحطيم أسنانهم، وحرقت أقدامهم بالزيت والإبر كما تم إطلاق الكلاب على بعض المعتقلين العرب. وكثيراً ما كان ضباط قوة الشرطة الفلسطينية والقوات اليهودية المساعدة يجبرون المتمردين العرب على رفع حجارة ثقيلة ثم يضربونهم عندما يسقطونها. كما استخدم حراس السجن الحراب على الرجال المحرومين من النوم وجعلوهم يرتدون أجراسًا حول أعناقهم ثم يرقصون، حتى أن السجناء العرب كانوا في نهاية المطاف يقفزون من نوافذ عالية حتى الموت لتجنب التعرض للتعذيب.
تضمنت بعض طرق التعذيب الأخرى ربط الخصيتين بالحبال، والتعذيب بالتقييد إلى ألواح من الخشب مليئة بالمسامير، وشد الأسلاك حول أصابع القدم الكبيرة، ونتف الشعر من وجوههم ورؤوسهم، واستخدام أدوات خاصة لانتزاع الأظافر، إلى جانب استخدام الأسياخ الساخنة على المعتقلين، واللواط، وسكب الزيت المغلي والمسكرات على السجناء، والصعق بالصدمات الكهربائية، وتوجيه الماء إلى معدة المشتبه بهم، كما كانت هناك إعدامات وهمية.
على الرغم من الاحتجاجات والاشمئزاز الذي عبر عنه حتى بعض المسؤولين البريطانيين ورجال الدين الأنجليكانيين، فقد ظل التعذيب والضرب والعنف العام ردود فعل مألوفة تمارسها الشرطة خلال فترة الثورة العربية.